# Pokerstars
PokerStars este considerata ca fiind cea mai mare cameră de poker online din lume. Din turneele satelit ale PokerStars a provenit câștigătorul World Series of Poker din 2003, Chris Moneymaker. Alte nume care, de asemenea, reprezintă site-ul, fiind și jucători frecvenți, sunt: câștigătorul din 1983, Tom McEvoz, cel din 2005, Joe Hachem, campionul din 2009, Joe Cada și învingătorul din 2010, Harrison Gimbel. Acest site este aprobat pentru jocuri de noroc de Oficiul Național pentru Jocuri de Noroc.

## Istoric
PokerStars a lansat site-ul beta, cu jocuri numai pe bani virtuali, în 11 septembrie 2001, iar mai târziu, pe data de 12 decembrie 2001, secțiunea pe bani reali. PokerStars a fost deținut inițial de o companie din Costa Rica, Rational Enterprises, familia Scheinberg, din Israel fiind acționarul majoritar. Ulterior, sediul companiei a fost mutat în Insula Man, teritoriu aflat sub autoritatea Coroanei Britanice. Această decizie a fost determinată de stabilirea unei cote 0 pentru impozitul pe profit, împreună cu înlăturarea regulilor care împiedicau companiile să accepte pariuri din Statele Unite. PokerStars deține autorizație de funcționare eliberată de către Comisia de Supraveghere a Jocurilor de Noroc din Insula Man și, de asemenea, are drept de funcționare și în Italia, printr-un certificat eliberat de către Amministrazione Autonomia dei Monopoli di Stato (AAMS), Franța și Estonia.
De la data relocării, PokerStars a făcut subiectul unor speculații media de ordin financiar, referitoare la o posibilă listare la bursă sau o fuziune cu o companie listată la bursă. Analiștii au estimat că valoarea sa de piață se situa în 2004 la aproximativ 2 miliarde de dolari (USD), lucru care ar fi poziționat-o printre cele mai mari companii de jocuri de noroc cu capital privat. În prezent, după 2009 și 2010, PokerStars are încasări de aproximativ 1.4 miliarde de dolari pe an, cu un venit net de 1.34 milioane pe zi. Odată cu scoaterea în afara legii, de către Congresul Statelor Unite, a tranzacțiilor de bani provenind din jocuri de noroc, prin Unlawful Internet Gambling Enforcement Act, în 2006, PokerStars a depășit PartyPoker, la acea vreme, cea mai mare cameră de poker online. După aceasta, multe site-uri, printre care și PartyPoker, și-au suspendat imediat afacerile din S.U.A. PokerStars și-a continuat activitatea în S.U.A, oprind, însă, ulterior, accesul jucătorilor din statul Washington.
Pe 9 decembrie 2009 PokerStars a stabilit recordul mondial pentru cel mai amplu turneu online. Taxa de participare era de un dolar, iar numărul record de participanți a fost 149.196.
Mâna cu numărul 60 de miliarde a fost împărțită pe PokerStars în data de 31 martie 2011. Câștigătorul potului, totalizând 102.090 dolari, a fost Pogo650.

## Acuzatii in SUA
Pe data de 15 aprilie 2011, activitatea PokerStars, ca și a altor site-uri concurente, a fost sistată de către procuratura statului New York, sub învinuirea de fraudă bancară și spălare a banilor . Ca urmare a acestei acțiuni, compania a interzis accesul jucătorilor din Statele Unite la jocurile pe bani reali și și-a mutat temporar site-ul pe Pokerstars.eu.
Pe data de 20 aprilie 2011, procuratura a înapoiat companiei controlul asupra domeniului Pokerstars.com, în vederea „facilitării retragerii fondurilor jucătorilor americani aflate în conturilor lor la companii.”

## Selecție de jocuri
PokerStars oferă zece tipuri de jocuri de poker: Texas Hold'em, Omaha Hi/Lo (8 or better), Stud, Stud Hi/Lo (8 or better), Razz, Five Card Draw, Deuce to Seven Triple Draw, Deuce to Seven Single Draw și Badugi. De asemenea, există și „jocuri mixte”, ce combină unele dintre cele de mai sus: HORSE, HOSE, Mixed Hold'em, Mixed Omaha Hi/Lo, Triple Stud și 8-Game. Jucătorii pot participa la jocuri pe bani reali cu mize între 0.01 și 1000/2000 dolari. 
Gazdă a World Championship of Online Poker, cel mai important turneu de poker online din lume, PokerStars înregistrează peste 20.000 de jucători la jocurile cash pe zi, plus alte mii care participă la turneele pe bani reali sau la jocuri pe bani virtuali. În perioadele de vârf, cifrele depășesc deseori 300.000 jucători aflați online simultan. Jucătorii PokerStars.com pe bani virtuali se află în aceeași categorie cu cei care au cont pe PokerStars.net, site dedicat exclusiv jocului pe bani virtuali. 
În octombrie 2008, PokerStars a lansat Pokerstars.it, site destinat jucătorilor italieni, care oferă turnee pe bani reali în Euro, pe lângă jocurile pe bani virtuali. 
Site-ul principal, PokerStars.com, oferă acum jocuri și turnee pe bani reali, în Euro. Din martie 2010, site-ul permite utilizatorilor să își creeze conturi folosind lire sterline, dolari canadieni sau euro.
Evenimentul săptămânal principal al site-ului este Sunday Million, un turneu cu un pot garantat în valoare de 1 milion de dolari, și un buy-in de 215 USD, fiind considerat cel mai mare turneu săptămânal de poker online din lume.
Pe data de 7 martie 2011, la a cincea aniversare a turneului Sunday Million, acesta a depășit toate recordurile, înregistrând 59.128 jucători și creînd un fond de premiere în valoare de 11.825.600 USD.

## Team PokerStars
PokerStars sponsorizează mulți jucători de poker profesioniști, sub titulatura Team PokerStars Pro.
Printre membrii „Team Poker Pro” se numără: Bertrand „Elky” Grospellier, Barry Greenstein, John Duthie, Lee Nelson, Luca Pagano, Liv Boeree, Vanessa Rousso, Victor Ramdin, Noah Boeken, Andre Akkari, Humberto Brenes, Chad Brown, Angel Guillen, Victoria Coren, Marcin Horecki, Dennis Phillips, Johnny Lodden, Leo Fernandez, Ivan Demidov, Juan Maceiras, Marcel Luske, Arnaud Mattern, Dario Minieri, Daniel Negreanu, Alex Kravchenko, Alexandre Gomes, Katja Thater, Jason Mercier, Angel Guillen, Jude Ainsworth, precum și campioni ai evenimentului principal WSOP: Chris Moneymaker, Joe Hachem, Viktor Blom, Joe Cada, câștigătorul din 2009, Jonathan Duhamel, învingătorul din 2010 și Tom McEvoy, cel care a luat premiul cel mare în 1983.
PokerStars are, de asemenea o echipă de celebrități și o echipă de sportivi, denumite „Prieteni ai PokerStars”, respectiv „SportStars”. Cea dintâi îi include pe actorul Jason Alexander și pe analistul cantitativ și autorul „formulei Chen” pentru Texas Holdem Bill Chen, cea din urmă pe pilotul și deținătorul unei echipe de curse Gualter Salles, internaționalul francez de rugby Sebastien Chabal și fostul campion la tenis Boris Becker,.